# Journy
 Journy  es una población y comuna francesa, situada en la región de Norte-Paso de Calais, departamento de Paso de Calais, en el distrito de Saint-Omer y cantón de Ardres.

## Demografía
| 250 | 281 | 289 | 335 | 295 | 294 | 292 | 268 | 292 | 274 | 261 | 271 | 261 | 256 | 290 | 277 | 263 | 263 | 264 | 278 | 261 | 221 | 228 | 210 | 216 | 219 | 235 | 256 | 241 | 239 | 221 | 246 | 230 |
| Para los censos de 1962 a 1999 la población legal corresponde a la población sin duplicidades (Fuente: INSEE [Consultar]) |     |     |     |     |     |     |     |     |     |     |     |     |     |     |     |     |     |     |     |     |     |     |     |     |     |     |     |     |     |     |     |     |